# Dysodia thyridina
Dysodia thyridina är en fjärilsart som beskrevs av Felder, Felder och Alois Friedrich Rogenhofer 1874. Dysodia thyridina ingår i släktet Dysodia och familjen Thyrididae. Inga underarter finns listade i Catalogue of Life.